# Alexander (Maine)
Alexander és una població dels Estats Units a l'estat de Maine (EUA). Segons el cens del 2000 tenia 514 habitants.

## Demografia
Segons el cens del 2000, Alexander tenia 514 habitants, 196 habitatges, i 150 famílies. La densitat de població era de 5 habitants per km².
Dels 196 habitatges en un 32,1% hi vivien nens de menys de 18 anys, en un 64,3% hi vivien parelles casades, en un 5,1% dones solteres, i en un 23% no eren unitats familiars. En el 19,4% dels habitatges hi vivien persones soles el 5,6% de les quals corresponia a persones de 65 anys o més que vivien soles. El nombre mitjà de persones vivint en cada habitatge era de 2,62 i el nombre mitjà de persones que vivien en cada família era de 2,97.
Per edats la població es repartia de la següent manera: un 24,7% tenia menys de 18 anys, un 6,4% entre 18 i 24, un 30,9% entre 25 i 44, un 25,5% de 45 a 60 i un 12,5% 65 anys o més.
L'edat mediana era de 38 anys. Per cada 100 dones de 18 o més anys hi havia 110,3 homes.
La renda mediana per habitatge era de 29.306 $ i la renda mediana per família de 33.125 $. Els homes tenien una renda mediana de 37.500 $ mentre que les dones 25.000 $. La renda per capita de la població era de 14.943 $. Entorn del 14,6% de les famílies i el 20% de la població estaven per davall del llindar de pobresa.